# Izvestia

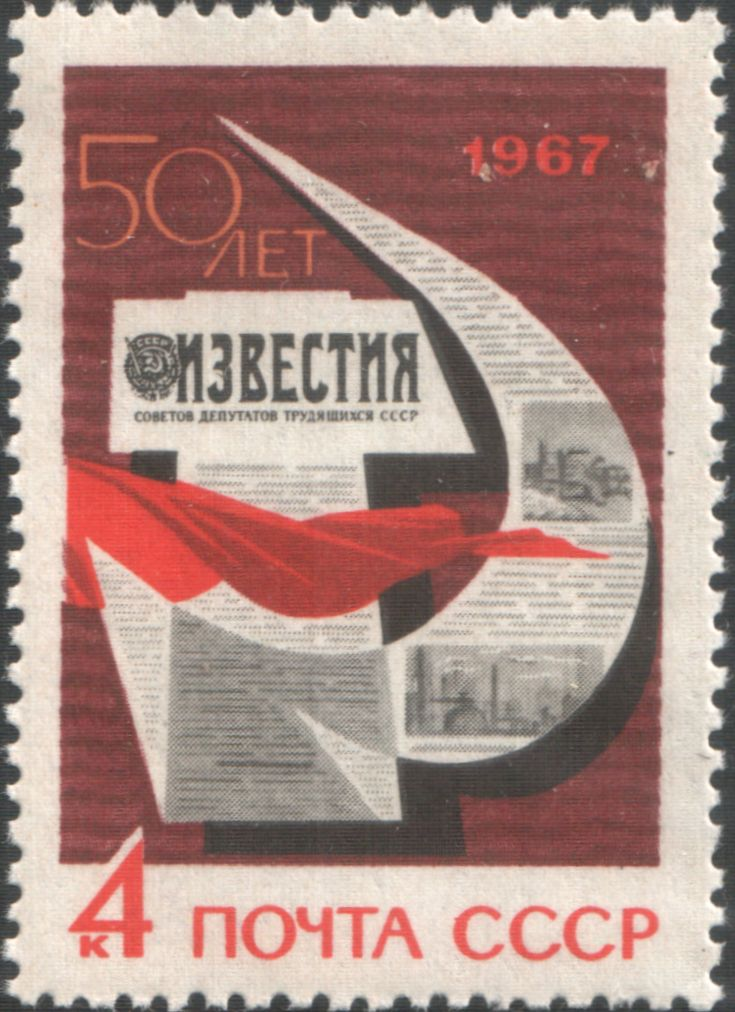
Selo soviético em comemoração aos 50 anos de Izvestia.

O Izvestia (russo: Известия) é um jornal russo de alta circulação fundado em  São Petersburgo no 1917. Era o Diário Oficial na União Soviética de 1917 até a  dissolução da URSS, em 1991.
A palavra "Izvestia", em russo significa "entregar mensagens", derivado do verbo izveshchat ("informar", "notificar"). No contexto dos jornais é geralmente traduzido como "notícia" ou "relatórios".

## Origem
O jornal começou como o jornal dos Soviet de Petrogrado em 13 de março 1917 em Petrogrado. Inicialmente, o papel expressava o ponto de vista dos mencheviques e do Partido Socialista Revolucionário.
Em agosto de 1917 mudou o título para Comité Executivo Central de Todas as Rússias e em outubro de 1917 tornou-se o Jornal do Comitê Central Executivo dos Deputados Sovietes e Militares.
Após o Segundo Congresso dos Sovietes, o Izvestia tornou-se o jornal oficial do governo.

## Atualidade
Apos a dissolução da União Soviética o jornal passou sob o controle de uma empresa de Vladimir Potanin, que tinha fortes laços com o governo. Em 3 de junho de 2005, o controle acionário da Izvestia foi adquirido pela empresa estatal Gazprom que controla também a NTV, uma das maiores redes televisivas da Russia.